# Jhusi
Jhusi là một thị xã và là một nagar panchayat của quận Allahabad thuộc bang Uttar Pradesh, Ấn Độ.

## Địa lý
Jhusi có vị trí 25°26′B 81°56′Đ / 25,43°B 81,93°Đ Nó có độ cao trung bình là 76 mét (249 feet).

## Nhân khẩu
Theo điều tra dân số năm 2001 của Ấn Độ, Jhusi có dân số 13.633 người. Phái nam chiếm 57% tổng số dân và phái nữ chiếm 43%. Jhusi có tỷ lệ 53% biết đọc biết viết, thấp hơn tỷ lệ trung bình toàn quốc là 59,5%: tỷ lệ cho phái nam là 60%, và tỷ lệ cho phái nữ là 43%. Tại Jhusi, 13% dân số nhỏ hơn 6 tuổi.